# Rajon Kreminna
Der Rajon Kreminna (ukrainisch Кремінський район/Kreminskyj rajon; russisch Кременский район/Kremenski rajon) war eine 1940 (in seinen heutigen Grenzen 1965) gegründete Verwaltungseinheit innerhalb der Oblast Luhansk im Osten der Ukraine.
Der Rajon hatte eine Fläche von 1627 km² und eine Bevölkerung von etwa 40.000 Einwohnern, der Verwaltungssitz befand sich in der namensgebenden Stadt Kreminna.
Am 17. Juli 2020 kam es im Zuge einer großen Rajonsreform zum Anschluss des Rajonsgebietes an den Rajon Swatowe (nördlicher Teil) und an den Rajon Sjewjerodonezk (südlicher Teil).

## Geographie

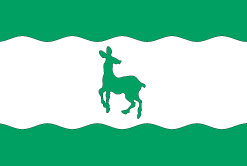
Flagge des Rajons

Der Rajon lag im Westen der Oblast Luhansk. Er grenzte im Norden an den Rajon Swatowe, im Nordosten an den Rajon Starobilsk, im Südosten an den Rajon Nowoajdar, im Süden an den Rajon Popasna, im Südwesten an den Rajon Bachmut (in der Oblast Donezk), im Westen an den Rajon Lyman (Oblast Donezk) sowie im Nordwesten an den Rajon Borowa (in der Oblast Charkiw).
Durch das ehemalige Rajonsgebiet fließen in südlicher Richtung die Flüsse Krasna, Scherebez (Жеребець) und Borowa (Борова), im Süden wird der Rajon vom Siwerskyj Donez begrenzt, dabei ergeben sich Höhenlagen zwischen 60 und 180 Metern.

## Administrative Gliederung
Auf kommunaler Ebene war der Rajon in eine Stadtratsgemeinde, eine Siedlungsratsgemeinde sowie 16 Landratsgemeinden unterteilt, denen jeweils einzelne Ortschaften untergeordnet waren.
Zum Verwaltungsgebiet gehörten:
- 1 Stadt
- 1 Siedlung städtischen Typs
- 32 Dörfer
- 4 Ansiedlungen

### Städte
| Städte                   | Städte     | Städte                 |
| Name                     | Name       | Name                   |
| ukrainisch transkribiert | ukrainisch | russisch               |
| ------------------------ | ---------- | ---------------------- |
| Kreminna                 | Кремінна   | Кременная (Kremennaja) |

### Siedlungen städtischen Typs
| Siedlungen städtischen Typs | Siedlungen städtischen Typs | Siedlungen städtischen Typs           |
| Name                        | Name                        | Name                                  |
| ukrainisch transkribiert    | ukrainisch                  | russisch                              |
| --------------------------- | --------------------------- | ------------------------------------- |
| Krasnoritschenske           | Красноріченське             | Краснореченское (Krasnoretschenskoje) |

### Dörfer und Siedlungen
| Dörfer                                | Dörfer                    | Dörfer                                                    | Dörfer            |
| Name                                  | Name                      | Name                                                      | Gemeindezuordnung |
| ukrainisch transkribiert              | ukrainisch                | russisch                                                  | Gemeindezuordnung |
| ------------------------------------- | ------------------------- | --------------------------------------------------------- | ----------------- |
| Baranykiwka                           | Бараниківка               | Бараниковка (Baranikowka)                                 | Baranykiwka       |
| Borowenky                             | Боровеньки                | Боровеньки (Borowenki)                                    | Borowenky         |
| Buhlakiwka                            | Булгаківка                | Булгаковка (Bulgakowka)                                   | Buhlakiwka        |
| Holubiwka                             | Голубівка                 | Голубовка (Golubowka)                                     | Holubiwka         |
| Holykowe                              | Голикове                  | Голиково (Golikowo)                                       | Tscherwonopopiwka |
| Hrekiwka (bis 2016 Petriwske)         | Греківка (Петрівське)     | Грековка (Grekowka)/Петровское (Petrowskoje)              | Makijiwka         |
| Jepifaniwka                           | Єпіфанівка                | Епифановка (Jepifanowka)                                  | Jepifaniwka       |
| Klymiwka                              | Климівка                  | Климовка (Klimowka)                                       | Holubiwka         |
| Krutenke                              | Крутеньке                 | Крутенькое (Krutenkoje)                                   | Warwariwka        |
| Kudrjaschiwka                         | Кудряшівка                | Кудряшовка (Kudrjaschowka)                                | Kudrjaschiwka     |
| Makijiwka                             | Макіївка                  | Макеевка (Makejewka)                                      | Makijiwka         |
| Mychajliwka                           | Михайлівка                | Михайловка (Michailowka)                                  | Mychajliwka       |
| Newske                                | Невське                   | Невское (Newskoje)                                        | Newske            |
| Nowa Astrachan                        | Нова Астрахань            | Новая Астрахань (Nowaja Astrachan)                        | Nowa Astrachan    |
| Nowokrasnjanka                        | Новокраснянка             | Новокраснянка                                             | Nowokrasnjanka    |
| Nowoljubiwka                          | Новолюбівка               | Новолюбовка (Nowoljubowka)                                | Newske            |
| Nowomykilske                          | Новомикільське            | Новоникольское (Nowonikolskoje)                           | Nowomykilske      |
| Nowooleksandriwka                     | Новоолександрівка         | Новоалександровка (Nowoalexandrowka)                      | Nowooleksandriwka |
| Nowowodjane                           | Нововодяне                | Нововодяное (Nowowodjanoje)                               | Nowowodjane       |
| Ploschtschanka                        | Площанка                  | Площанка                                                  | Krasnoritschenske |
| Pischtschane                          | Піщане                    | Песчаное (Pestschanoje)                                   | Tscherwonopopiwka |
| Piwnewe (bis 2016 Industrialne)       | Півневе (Індустріальне)   | Пивневое (Piwnewoje)/Индустриальное (Industrialnoje)      | Kudrjaschiwka     |
| Prohres                               | Прогрес                   | Прогресс (Progress)                                       | Buhlakiwka        |
| Prystyne                              | Пристине                  | Пристино (Pristino)                                       | Mychajliwka       |
| Pschenytschne                         | Пшеничне                  | Пшеничное (Pschenitschnoje)                               | Nowokrasnjanka    |
| Salyman                               | Залиман                   | Залиман (Saliman)                                         | Krasnoritschenske |
| Satyschne                             | Затишне                   | Затишное (Satischnoje)                                    | Warwariwka        |
| Schewtschenko                         | Шевченко                  | Шевченко                                                  | Buhlakiwka        |
| Skarhiwka                             | Скаргівка                 | Скарговка (Skargowka)                                     | Holubiwka         |
| Surowziwka                            | Суровцівка                | Суровцевка (Surowzewka)                                   | Nowokrasnjanka    |
| Tscherwonopopiwka                     | Червонопопівка            | Червонопоповка (Tscherwonopopowka)                        | Tscherwonopopiwka |
| Warwariwka                            | Варварівка                | Варваровка (Warwarowka)                                   | Warwariwka        |
| Siedlungen                            |                           |                                                           |                   |
| Dibrowa (bis 2016 Tscherwona Dibrowa) | Діброва (Червона Діброва) | Диброва (Dibrowa)/Червоная Диброва (Tscherwonaja Dibrowa) | Kreminna          |
| Schytliwka                            | Житлівка                  | Житловка (Schitlowka)                                     | Kreminna          |
| Kusmyne                               | Кузьмине                  | Кузьмино (Kusmino)                                        | Kreminna          |
| Stara Krasnjanka                      | Стара Краснянка           | Старая Краснянка (Staraja Krasnjanka)                     | Kreminna          |